# Mário Galvão
Pour les articles homonymes, voir Galvão.
Mário Galvão, de son nom complet Mário das Neves Galvão, est un footballeur portugais né le 2 novembre 1916 à Coimbra et mort à une date inconnue. Il évoluait au poste de défenseur central.

## Biographie

### En club
Mário Galvão commence sa carrière en tant que joueur du Sporting CP en 1935,.
Avec le Sporting, il remporte le Campeonato de Portugal' en 1936 et en 1938, compétition nationale dont le format est proche de la Coupe du Portugal actuelle,.
En 1941, il rejoint le club rival du Benfica Lisbonne,.
Avec Benfica il est sacré Champion du Portugal en 1942 et  en 1943,.
Il dispute un total de 77 matchs pour 7 buts marqués en première division portugaise,. 

### En équipe nationale
International portugais, il reçoit une unique sélection en équipe du Portugal : le 9 janvier 1938, il joue contre la Hongrie (victoire 4-0 à Lisbonne).

## Palmarès
| Sporting - Campeonato de Portugal (2) : - Vainqueur : 1935-36 et 1937-38. - Championnat de Lisbonne (4) : - Champion : 1935-36, 1936-37, 1937-38 et 1938-39. |  | Benfica Lisbonne - Championnat du Portugal (2) : - Champion : 1941-42 et 1942-43. |